# Medeea Marinescu

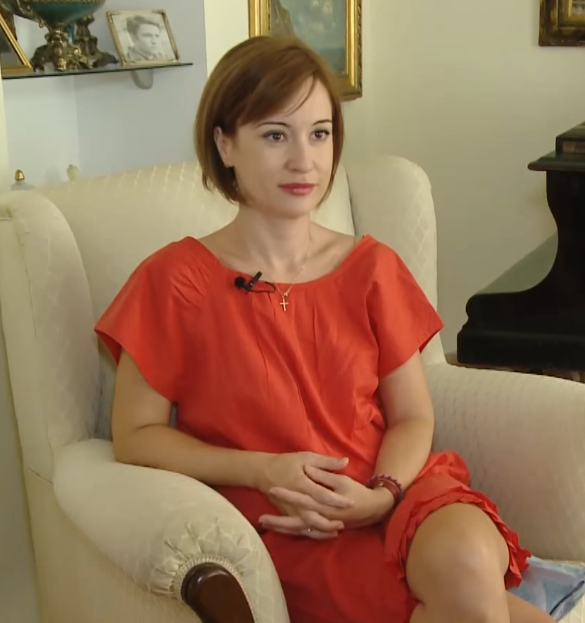

Medeea Ana-Maria Marinescu (Bucarest, 27 de mayo de 1974) es una actriz de cine rumana. Participó en la película francesa Je Vous Trouve Très Beau con el papel de Elena.